# Gare d'Assens
La gare d'Assens est une gare ferroviaire du chemin de fer Lausanne-Échallens-Bercher. Elle se situe sur le territoire de la commune d'Assens, dans le canton de Vaud, en Suisse.

## Situation ferroviaire
Établie à 625 m d'altitude, la gare d'Assens est située au point kilométrique 10,81 de la ligne Lausanne – Bercher (101). Elle se situe entre la halte d'Étagnières et la gare d'Échallens. La ligne étant à voie unique, elle sert parfois de point de croisement, notamment lorsque des courses spéciales circulent, ou lorsque certains trains n'arrivent pas à tenir l'horaire.

## Histoire
Mise en service en 1874 par la compagnie du L-E, le premier bâtiment de la gare est en bois. Dès son début, elle est dotée d'une voie de garage. En 1903 une seconde voie est construite dans le but d'avoir un évitement permettant de croiser deux trains. La longueur est de 84 mètres.
Jusqu'en 1908 la voie quittant la gare pour atteindre celle d'Échallens suivait la route cantonale. À cette date, la voie est détournée et passe désormais plus à l'ouest par les Brits avant d'entrer dans Échallens par la Villaire.
Lors des années 1912-1913, le bâtiment en bois d'origine est remplacé par une construction en maçonnerie. Le style fut celui si typique de la fin du L-E et du LEB. En effet, les bâtiments des gares de Romanel, Cheseaux, Étagnières et Échallens notamment étaient identiques du point de vue architectural.
La gare d'Assens est la dernière avec celle d'Étagnières à disposer d'un bâtiment construit dans ceux de la série des années 1910. Durant les travaux de 2016, ce dernier est surélevé de 20 cm afin d'être à la même hauteur que les nouveaux quais. Elle comporte un quai non central mais deux voies ainsi lorsque deux trains étaient arrêtés en gare, les voyageurs doivaient traverser la voie 1 pour accéder au train arrêté en voie 2. Elle comportait aussi une voie de garage non électrifiée où étaient parfois parqués des véhicules de services.
En 2016, une série de travaux importants sont entrepris afin d'adapter la gare pour permettre la circulation au quart d'heure jusqu'à Échallens. Les travaux comprennent : le doublement de la voie jusqu'à 200 m en aval de la gare en direction d'Étagnières ; la construction d'un deuxième quai afin de permettre aux gens de ne plus avoir à traverser les voies lorsqu'un train marque l'arrêt sur la deuxième voie ; l'amélioration du passage sous voie comme point de passage entre le haut et le bas du village ; la construction d'un nouveau parc relais pour remplacer l'ancien. Les quais sont haussés à 55 cm au dessus de la voie afin de permettre un accès facilité aux personnes en fauteuils roulants et poussettes. Ils sont d'une longueur de 130 m afin de supporter la desserte par des compositions à six voitures.
Durant la période des fêtes pascales, la circulation ferroviaire est interrompue afin de permettre la pose d'un nouvel appareil de voie du côté d'Échallens. Durant les vacances scolaires estivales, la circulation ferroviaire est à nouveau interrompue et substituée par un service de bus pour permettre la pose de la double voie en direction d'Étagnières et le second appareil de voie pour revenir à la voie unique peu avant le Bullet.
Les travaux sont globalement achevés à la fin des vacances scolaires vaudoises d'octobre de l'année 2016. Néanmoins une seule voie est en service en raison des installations de sécurité non encore opérationnelles. Le 2 mars 2017, la deuxième voie est mise en service. Elle sert, en temps normal, aux trains en provenance de Lausanne alors que la voie 1 sert aux trains en provenance de Bercher.

## Service des voyageurs

### Accueil
La gare comporte une salle d'attente ainsi qu'un automate à billets CFF, un oblitérateur pour cartes multicourses, un interphone pour effectuer des appels d'urgence et un dispositif de demande d'arrêt du train. La gare abrite aussi un abri à vélos ouvert et est protégée grâce à un système de vidéosurveillance. Il y a aussi une boîte postale, et deux caissettes à journaux d'Edipresse.

### Desserte
La Assens est desservie par des trains régionaux à destination de Bercher, d'Échallens et de Lausanne-Flon.
En 2013, la gare compte une moyenne de 410 passagers par jour, soit 1,94 % des mouvements journaliers de la ligne.